# تصوير بالانقضاء الزمني
التصوير الضوئي بالانقضاء الزمني أو اختصاراً التصوير بالانقضاء الزمني (بالإنجليزية: Time-lapse)‏، هو تقنية تصوير ضوئي تعتمد على التلاعب في الفاصل الزمني بين الإطارات المعروضة فمثلًا لو التقطنا مجموعة من الصور (إطارات) بفاصل زمني بين كل واحد نصف ثانية وقمنا بدمج هذه الإطارات معًا بفاصل 0.03 من الثانية بين كل إطار فإنّه سينتج لدينا مشهد سريع وعادة ما تستخدم هذه التقنية للأشياء التي تحدث ببطئ مثل شروق الشمس وغروبها أو نمو النباتات بالإضافة إلى تصوير حركة المجرّات ليلًا.

## أمثلة توضيح

نمو النباتات
- الغيوم